# Arrondissement Briançon
Briançon is een arrondissement van het Franse departement Hautes-Alpes in de regio Provence-Alpes-Côte d'Azur. De onderprefectuur is Briançon.

## Kantons
Het arrondissement was tot 2014 samengesteld uit de volgende kantons:
- Kanton Aiguilles
- Kanton L'Argentière-la-Bessée
- Kanton Briançon-Nord
- Kanton Briançon-Sud
- Kanton La Grave
- Kanton Guillestre
- Kanton Le Monêtier-les-Bains

Na de herindeling van de kantons bij decreet van 20 februari 2014, met uitwerking in maart 2015, zijn dat :
- Kanton L'Argentière-la-Bessée
- Kanton Briançon-1
- Kanton Briançon-2
- Kanton Guillestre